# Сулпиция Претекста
Вижте пояснителната страница за други личности с името Сулпиция.
Сулпиция Претекста (на латински: Sulpicia Praetexta) е римлянка от 1 век, баба на римски императрици, прародител на римските императори Комод и Марк Аврелий и потомци на Нерво-Антониновата династия.
Тя е дъщеря на Квинт Сулпиций Камерин (консул 46 г.).

## Фамилия
Сулпиция Претекста се омъжва за Марк Лициний Крас Фруги (консул 64 г.), син на Марк Лициний Крас Фруги (консул 27 г.) и Скрибония, дъщеря на Луций Скрибоний Либон (консул 16 г.) и Корнелия Помпея, внучката на Помпей Велики. Те имат децата:
- Либон Рупилий Фруги (суфектконсул 88 г.), женен за Салонина Матидия, племенницата на император Траян
- Гай Калпурний Пизон Крас Фруги Лициниан

Сулпиция Претекста е баба на:
- Рупилия Фаустина, съпруга на Марк Аний Вер (суфектконсул 97 г. и консул 121 и 126 г.)
  - Ания Галерия Фаустина (Фаустина Старша), римска императрица, съпруга на император Антонин Пий
    - Фаустина Млада, съпруга на Марк Аврелий и има 13 деца
      - Комод, император

  - Марк Аний Либон (консул 128 г.), съпруг на Фундания
    - Марк Аний Либон (консул 161 г.)
    - Ания Фундания Фаустина († 192), съпруга на Тит Помпоний Прокул Витразий Полион
      - Витразия Фаустина, поръчва убийството на Комод през 181 или 182 г.

  - Марк Аний Вер (претор), съпруг на Домиция Луцила
    - Марк Аврелий, римски император
    - Ания Корнифиция Фаустина, съпруга на Гай Аниан Вер (суфектконсул 146 г.)
      - Марк Умидий Квадрат Аниан (консул 167 г.)
        - осиновен Марк Клавдий Умидий Квадрат, заговорник 182 г. против император Комод

      - Умидия Корнифиция Фаустина, съпруга на сенатор
        - Ания Фаустина, съпруга на Тиберий Клавдий Север Прокул (консул 200 г.)
          - Ания Фаустина (201 – 221), съпруга на Помпоний Бас (консул 211 г.) и трета съпруга на император Елагабал
            - Помпония Умидия, съпруга на Флавий Антиохиан
            - Помпоний Бас (консул 259 г. и 271 г.), женен за Помпония Гратидия
- Рупилия Ания, съпруга на Луций Фунданий Ламия Елиан (консул 116 г.).
  - Луций Ламия Силван (суфектконсул 145 г.), съпруг на Аврелия Фадила, по-голямата дъщеря на Антонин Пий
    - Силвана (* 120), съпруга на Марк Аний Север (суфектконсул)
      - Фабия Орестила (160 – 238), съпруга на Гордиан I, има двама сина и една дъщеря